# Morgan Weisser
Morgan Weisser (ur. 12 maja 1971 w Venice w dzielnicy Los Angeles) – amerykański aktor telewizyjny pochodzenia niemieckiego ze strony ojca aktora Norberta Weissera, najlepiej znany z roli porucznika Nathana Westa, członka 58. Dywizjonu Korpusu Morskiego, w pierwszym sezonie serialu Gwiezdna eskadra (Above And Beyond, 1995–1996). Wystąpił także jako Lee Harvey Oswald w serialu Z Archiwum X (The X-Files). W 1984 zadebiutował w roli młodego Micka w przygodowym filmie fantastycznonaukowym Granice miasta (City Limits) u boku Johna Stockwella, Rae Dawn Chong, Jamesa Earla Jonesa i Kim Cattrall.

## Filmografia
- 1992: Zagubiony w czasie jako Tim Stoddard
- 1993: Prawo i porządek jako Leon Iliescu
- 1995–1996: Gwiezdna eskadra jako porucznik Nathan West
- 1996: Z Archiwum X jako Lee Harvey Oswald
- 1999: Nash Bridges jako John Temple
- 2000: Czarodziejki jako Vinceres
- 2000: Bestia jako Brandon Roomer
- 2004: Babski oddział jako Randy Marks
- 2005: Agenci NCIS jako Vincent Hanlan